# Sant Martí de Corilla
Sant Martí de Corilla és una església de Gessa al municipi de Naut Aran (Vall d'Aran) inclosa a l'Inventari del Patrimoni Arquitectònic de Catalunya.

## Descripció
De la seva primera època romànica només es conserven restes de murs de construcció molt pobra, un arc i una columna embegudes. Es posteriorment cap al segle xvi quan s'aixeca l'estructura actual que presenta l'església. Aquesta és d'una sola nau amb cor i cobert de fusta sobre volta d'aresta. La portalada d'accés està situada a la paret de ponent i és d'època renaixentista també. A l'angle SO hi ha adossat la torre campanar, que presenta un cos octogonal i és mol més alt.